# James Stephens (attore)
James Stephens (Mount Kisco, 18 maggio 1951) è un attore statunitense.

## Filmografia parziale

### Cinema
- Una notte con vostro onore (First Monday in October), regia di Ronald Neame (1981)
- Getaway (The Getaway), regia di Roger Donaldson (1994)

### Televisione
- The Paper Chase - serie TV, 58 episodi (1978-1986)
- La signora in giallo (Murder, She Wrote) - serie TV, 4 episodi (1984-1994)
- Le inchieste di padre Dowling (Father Dowling Mysteries) - serie TV, 37 episodi (1989-1991)